# Glorianne Perrier
Glorianne Perrier (anglès: Glorianne Aurore Perrier)  (Lewiston, 21 de març de 1929 - Harvest, 7 de març de 2015) fou una piragüista d'aigües tranquil·les estatunidenca que va competir durant les dècades de 1950 i 1960.
El 1960 va prendre part en els Jocs Olímpics d'Estiu de Roma, on quedà eliminada en sèries en la prova del K-1, 500 metres del programa de piragüisme. Quatre anys més tard, als Jocs de Tòquio, guanyà la medalla de plata en la prova del K-2, 500 metres. Formà parella amb Francine Fox.
En el seu palmarès també destaquen sis campionats nacionals en diferents modalitats.